# La Romana (Repubblica Dominicana)
La Romana è un comune della Repubblica Dominicana di 139 671 abitanti, situato nella Provincia di La Romana, di cui è capoluogo. Comprende, oltre al capoluogo, un distretto municipale: Caleta.

## Vicende storiche
La località prende nome da una pesa detta "la romana" e gestita da una famiglia romana, usata nel Cinquecento per valutare le merci importate ed esportate dall'isola di Hispaniola. Da allora La Romana è stata un centro dell'esigua emigrazione di italiani nella Repubblica Dominicana.
Questa emigrazione è divenuta consistente e si arricchì quando a fine Ottocento furono sviluppate piantagioni di zucchero nelle campagne intorno: la famiglia Vicini ne è stata la massima rappresentante, ed ha successivamente promosso lo sviluppo del turismo nell'area (con la creazione di "Casa de Campo").

## Caratteristiche
Distante circa 130 km dalla capitale Santo Domingo, La Romana è la terza città del Paese ed è sede di un aeroporto internazionale che è uno scalo di grande importanza per raggiungere le mete turistiche che si trovano nelle vicinanze, come Bayahibe e Casa de Campo.

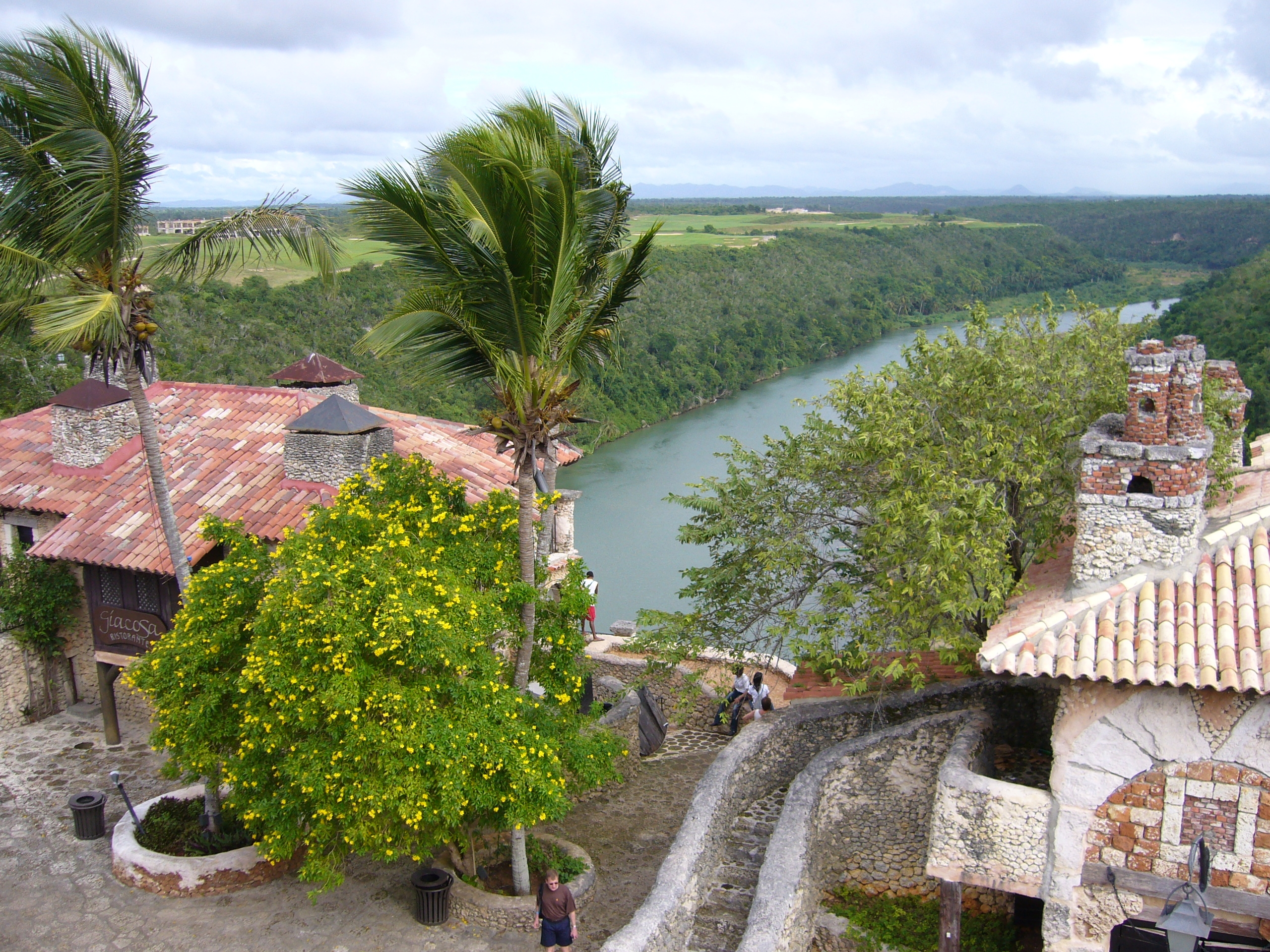
Altos de Chavon, quartiere di "Casa de Campo" dentro La Romana, con i campi da golf sullo sfondo

Sempre all'interno della regione, ed in particolare all'interno della proprietà Casa de Campo si trova l'"Altos de Chavòn", un villaggio in stile mediterraneo.
La Romana è una delle città più ricche della Repubblica Dominicana proprio grazie al flusso di turisti generato, in primo luogo, dalla vicinanza di Casa de Campo, il più grande e lussuoso villaggio turistico di tutto il paese e probabilmente di tutti i Caraibi insulari.
La città trae vantaggio dal risultare quasi un crocevia tra Santo Domingo, Punta Cana, Bàvaro e Bayahibe. Oltre al turismo, La Romana si caratterizza per la produzione di zucchero: da inizio '900 (con l'apertura di una grande raffineria posseduta da italo-dominicani) è divenuta il principale centro nazionale per la produzione saccarifera ed ancora oggi offre occupazione a diverse migliaia di dominicani.
Da Bayahibe è possibile trovare escursioni in jeep che portano il turista a fare un tour in queste distese di canna da zucchero.

## Infrastrutture e trasporti
La città è servita dall'Aeroporto Internazionale La Romana.